# 대한민국 형사소송법 제23조
대한민국 형사소송법 제23조는 기피신청기각과 즉시항고에 대한 형사소송법의 조문이다.

## 조문
제23조(기피신청기각과 즉시항고) ① 기피신청을 기각한 결정에 대하여는 즉시항고를 할 수 있다.
②제20조제1항의 기각결정에 대한 즉시항고는 재판의 집행을 정지하는 효력이 없다.  <신설 1995.12.29.>

第23條(忌避申請棄却과 卽時抗告) ① 忌避申請을 棄却한 決定에 對하여는 卽時抗告를 할 수 있다.
②第20條第1項의 棄却決定에 대한 卽時抗告는 裁判의 執行을 정지하는 효력이 없다. <新設 1995.12.29.>

## 참고 문헌
- 손동권 신이철, 새로운 형사소송법(초판, 2013), 세창, 2013. ISBN 9788984114081

## 같이 보기
- 제척
- 기피
- 대한민국 형사소송법 제18조